# Société de transport de la région dijonnaise
Ne doit pas être confondu avec Divia, nom actuel du réseau de transports en commun dijonnais
Ne doit pas être confondu avec Keolis Dijon Mobilités, société exploitant actuellement le réseau de transports en commun dijonnais
La Société de Transport de la Région Dijonnaise ou STRD était une société qui s'occupait de l'exploitation du réseau de transport en commun de Dijon. En 2008, la STRD, exploitant alors le réseau de transports en commun dijonnais sous le nom commercial Divia depuis le 25 octobre 2004, a changé pour devenir Keolis Dijon (elle-même renommée en 2017 Keolis Dijon Mobilités), la nouvelle société d'exploitation du réseau de transport en commun Divia.

## Présentation[1]
- Lancée le 1er janvier 1965, la STRD succède à la CTD (Compagnie des Transports de Dijon), elle-même qui a succédé à la CTED (Compagnie des Tramways Électriques de Dijon). Non seulement la société de transport change de nom, mais elle change aussi le lieu de son siège social, mais également son matériel roulant. En effet, lorsque la STRD a décidé d'introduire de nouveaux bus et autobus en 1966, les trolleybus ont pris leur retraite le 30 mars de cette même année après seulement 16 ans de bons et loyaux services au sein de la ville de Dijon.
- En 1972, la société déménage ses bureaux, auparavant situés dans le quartier des Trois Forgerons depuis 1894, dans un nouveau dépôt à Chenôve. C'est le Syndicat Intercommunal des Services de l'Agglomération Dijonnaise qui a pris en charge ces déménagements en obtenant ce nouveau dépôt.
- L'année 1974 a été une très grande année pour la STRD, elle a connu l'une des plus grandes fréquentations. En effet, 17 692 000 voyageurs ont été transportés ce qui correspond à une moyenne de 60 000 voyageurs par jour.
- C'est en 1976 qu'un grand remaniement du réseau a été effectué, et ce par le District de l'Agglomération Dijonnaise nouvellement créé. Ainsi, l'année suivante, sont implantés des minibus de la marque Steyr Puch Daimler conduisant à dix nouvelles dessertes.
- Une nouvelle fois encore, en 1978, la société a marqué son coup. En effet, la Rue de la Liberté devient "Piéton-Bus". De plus, la STRD introduit les nouveaux bus articulés permettant de transporter plus de passagers qu'auparavant pendant les heures de pointes généralement et parfois pendant les heures creuses. Deux ans plus tard, le centre du réseau se situe Place Grangier.
- En 1988, la société de transport fête les 100 ans des transports urbains à Dijon en ouvrant une nouvelle ligne de soirée du Campus à la Gare et vice-versa. L'année suivante, sont lancés les "bus'Class" (réseau de ramassage scolaire).
- C'est en 1991 que le parc s'agrandit et que le logo du District de l'Agglomération Dijonnaise est affiché. En 1992, la STRD change une nouvelle fois son dépôt, ainsi que son logo mais également la livrée de tous les bus. La livrée de 1992 est restée inchangée jusqu'en 2002, c'est-à-dire 10 ans. C'est également une livrée qui a quelque peu marqué l'esprit des Dijonnais et donc ayant un style qui forge son identité. En "cadeau" de ses changements, le réseau s'agrandit de 4 nouvelles lignes soirée. En 1993, se crée la desserte du Campus sur la Ligne 9. De plus, le dernier départ de la ligne soirée passe à 00h15.
- Le centre-réseau STRD situé place Grangier change de locaux pour créer les locaux "l'espace bus" avec la création de la carte "Cambus" ainsi qu'une nouvelle présentation du guide horaire. En 1995, le réseau se déploie jusqu'aux villes de Talant, Longvic ainsi que Fontaine-lès-Dijon en ouvrant ses lignes soirées E et F. Est également instauré un minibus dans lequel 4 nouvelles lignes sont ouvertes. Ce service de minibus est uniquement le dimanche matin et est appelé "P'tiBus". L'année qui suit, un nouvel arrêt est créé : "La Vapeur". Quelques nouveaux petits services sont "offerts" aux voyageurs. En 1997, les bus'Class changent d'image. En 1998, de nouveaux bus arrivent, mais aussi des agents d'ambiances sur le terrain sont à disposition.
- En 1999, le réseau connaît une forte restructuration avec l'ouverture de multiples lignes et de nouvelles dessertes. La création des lignes 23 et 24 font entrer Marsannay-la-Côte, Perrigny et Ouges dans le réseau STRD. La Toison d'or bénéficie dorénavant d'une desserte à la ligne 7 ainsi que la ligne A en soirée.
- En 2000, la ville de Dijon renomme son service général de l'ancien district en "Comadi" pour Communauté de l'agglomération Dijonnaise[2] et la tarification du transport entre la journée et la soirée devient totalement identique. L'année suivante, l'ancien service du P'tiBus s'ouvre en tant que réelles lignes comme la semaine mais toujours le dimanche matin avec les 6 lignes déjà présentes le soir.
- En 2001, la STRD revisite ses guides horaires ainsi que ses tarifications. De plus, tous les bus sont désormais équipés de GPS et progressivement de vidéosurveillance.
- C'est en 2003 que la société de transports de la région dijonnaise innove le réseau en créant un Parking relais nommé Limburgerhof allant de Chenôve jusqu'au centre-ville avec une navette affrétée. L'espace bus place Grangier est de nouveau revisité. En 2004, la STRD déshabille ses bus en ne laissant plus que le logo STRD. Avec cette livrée transitoire, la société fait introduire des bus au GNV, c'est-à-dire gaz naturel pour véhicules.
- Ainsi donc, la livrée blanche transitoire de 2004 signifie l'arrêt du réseau STRD. En effet, le 25 octobre 2004, le réseau de transport en commun dijonnais cesse d'être exploité sous le nom STRD pour laisser place au nouveau nom commercial du réseau, Divia. Cependant, la société exploitant le réseau garde le nom STRD. Le réseau de la Société de Transports de la Région Dijonnaise a duré un peu moins de 40 ans (39 ans).
- Enfin, en 2008, il fut décidé au niveau de l'agglomération dijonnaise (aujourd'hui Dijon Métropole) de faire exploiter le réseau en délégation de service public (DSP). Le groupe Keolis remporta le marché, signant l'arrêt de mort de la STRD qui changea de nom pour devenir Keolis Dijon (renommée Keolis Dijon Mobilités en 2017), tout en gardant le nom commercial d'exploitation Divia.

## Le réseau STRD jusqu'en 2004, avant le réseau Divia

### Le réseau de la semaine et du dimanche après-midi
Réseau STRD pendant la semaine ainsi que le dimanche après-midi :

### Le réseau de soirée et du dimanche matin
Réseau de soirée et du dimanche matin, :

### Le réseau Bus'Class
Le réseau Bus'Class est un mode de transport scolaire pour les établissements scolaires ainsi que les établissements universitaires dans l'ensemble du Grand Dijon.

Les lignes suivantes ne possèdent pas de numéros ou de lettres, les lignes ont une couleur spécifique qui leur est propre sur les cartes du réseau (voir la carte en référence).

## Annexe